# CD-Text
CD-Text é uma extensão da norma de gravação de áudio digital em CD que permite a gravação de informações adicionais nos CD de áudio, como o nome do artista, do álbum e de cada faixa. Tais informações são armazenadas numa área do CD conhecida como lead in, que na prática são os 2 segundos presentes nos CD de áudio antes da primeira faixa. Tal espaço permite armazenar cerca de 5 mil caracteres. Essa tecnologia permite que quando a música é executa por players que possui um leitor digital, por exemplo, o nome e o artista da canção apareça na tela do visor.
O formato CD-Text é compatível com a norma Red Book que especifica o formato de gravação de áudio digital em CD — o padrão CD-Text é na verdade uma extensão da especificação do Red Book. Assim, o áudio presente num CD com CD-Text pode ser lido por qualquer leitor de CD comum.
A especificação CD-Text foi lançada em 1996, no entanto, poucos são os leitores de CD de áudio que suportam esta norma. Além disso, a maioria dos CD de áudio lançados pelas editoras discográficas não incluí qualquer informação CD-Text.